# Laser (genre)
Pour les articles homonymes, voir Laser (homonymie).
Genre
Synonymes
- Galbanum D.Don, 1831[1]
- Polylophium Boiss., 1844[2],[1]
- Bradlaeia Neck., 1790[2]
- Acanthopleura C.Koch, 1849[2],[1]

Laser est un genre de plantes à fleurs  de la famille des Apiaceae. Ce sont des plantes herbacées originaire d'Eurasie. Ce genre partage, avec le genre Laserpitium, le nom vernaculaire de « laser ».

## Phytobiochimie
Au moins certaines plantes du genre Laser contiennent des composés (guaianolides hexaoxygénés) qu'on pensait autrefois (jusqu'en 2013) uniquement présents dans le genre Thapsia et en particulier chez Thapsia garganica, une espèce végétale toxique, circum-méditerranéenne, de la famille des Apiacées. L'un de ces composés est la thapsigargine, un puissant inhibiteur de l'enzyme SERCA (Endo/sarcoplasmique calcium ATPase). Son nom de genre (Thapsia) vient du grec ancien θαψι ́α (thapsia) car selon les grecs, la plante aurait été découvert sur l'île de Thapsos (actuelle Sicile).

## Liste des espèces
Selon Catalogue of Life (29 décembre 2020) :
- Laser affine (Ledeb.) Wojew. & Spalik
- Laser archangelica (Wulfen) Spalik & Wojew.
- Laser carduchorum (Hedge & Lamond) Wojew. & Spalik
- Laser involucratum (Pall. ex Schult.) Spalik & Wojew.
- Laser panjutinii (Manden. & Schischk.) Banasiak, Wojew. & Spalik
- Laser rechingeri Akhani
- Laser stevenii (Fisch., C. A. Mey. & Trautv.) Wojew. & Spalik
- Laser trilobum (L.) Borkh.

## Répartition
Le genre a pour aire de répartition l'Europe, présent à l'Ouest jusqu'en France, au Nord-Est jusqu'à l'Oural et au Sud-Est jusqu'en Iran.